# Christine Ödlund
 (mars 2016).
Christine Ödlund est une artiste et musicienne suédoise née en 1963 à Stockholm.
Elle travaille sur la triangulation art, science et musique. Christine Ödlund utilise différents médiums telle que la peinture, l'installation, la vidéo et le dessin.

## Expositions personnelles
- 1995 : The role-anxiety dilemma, Ynglingagatan 1, Stockholm
- 1997 : Haha standby, Y1, Stockholm
- 1999 : Mongoo, Y1 Stockholm
- 2009 : Thought-Forms, Christian Larsen, Stockholm
- 2011 : Thought-Form Materializing, Milliken Gallery, New York
- 2013 : Audiography, Galleri Riis, Stockholm[2]
- 2013 :  Music for Eukaryotes, Galleri Riis, Stockholm
- 2014 : Music for Eukaryotes, Trondheim kunstmuseum, Trondheim[3]
- 2016 : Aether & Einstein, Magasin III, Stockholm [4],[5]

## Discographie
- 2004 : Elektrofoni, Electron
- 2007 : The Wire with Issue 286 December 2007
- 2008 : Stress Call of the Stinging Nettle
- 2008 : Phenomena
- 2013 : Astralklockor / Astral Bells
- 2015 : A Simple Procedure (divers artistes)
- 2015 : Freq out 1.2 ∞ Skandion (divers artistes)